# Demokratisch Patriotische Volkspartei Auyl
Die Demokratisch Patriotische Volkspartei Auyl (kasachisch «Ауыл» халықтық-демократиялық патриоттық партиясы, russisch Народно-демократическая патриотическая партия «Ауыл») ist eine Partei in Kasachstan.

## Geschichte
Die Partei wurde am 1. März 2002 als Sozialdemokratische Partei Auyl (kasachisch Қазақстан социал-демократиялық «Ауыл» партиясы) registriert. Bei der Parlamentswahl 2004 nahm sie zum ersten Mal an einer kasachischen Wahl teil, konnte mit einem Stimmenanteil von rund 1,7 Prozent aber keinen Abgeordneten in die Mäschilis, das Unterhaus des kasachischen Parlaments, entsenden. Bei der Parlamentswahl 2007 erreichte die Partei insgesamt 1,5 Prozent der Stimmen und 2012 konnte sie 1,2 Prozent der Stimmen auf sich vereinigen.
Auf einem außerordentlichen Parteikongress am 26. August 2015 trat Ghani Qaliew als Parteivorsitzender zurück. Zum neuen Vorsitzenden wurde Äli Bektajew gewählt. Am 5. September 2015 beschloss die Partei mit der Partei der Patrioten Kasachstans zu fusionieren und unter dem neuen Namen Demokratisch Patriotische Volkspartei Auyl aufzutreten.
Bei der Parlamentswahl 2016 konnte die Partei rund zwei Prozent aller Stimmen gewinnen und ihr somit bisher bestes Ergebnis erzielen.
Bei der Parlamentswahl 2023 erreichte Auyl einen neuen Stimmenrekord von 10,90 Prozent und errang erstmals acht Sitze in der Mäschilis.

## Wahlen
| Parlamentswahlergebnisse | Parlamentswahlergebnisse | Parlamentswahlergebnisse | Parlamentswahlergebnisse | Parlamentswahlergebnisse |
| Wahl                     | Stimmenanzahl            | Stimmenanteil            | Sitze                    |                          |
| ------------------------ | ------------------------ | ------------------------ | ------------------------ | ------------------------ |
| 2004                     |                          | 1,7 %                    | 0/77                     |                          |
| 2007                     | 89.855                   | 1,51 %                   | 0/98                     |                          |
| 2012                     | 82.623                   | 1,19 %                   | 0/98                     |                          |
| 2016                     | 151.285                  | 2,01 %                   | 0/98                     |                          |
| 2021                     | 383.023                  | 5,29 %                   | 0/98                     |                          |
| 2023                     | 693.938                  | 10,90 %                  | 8/98                     |                          |